# Akcja „Hiacynt”

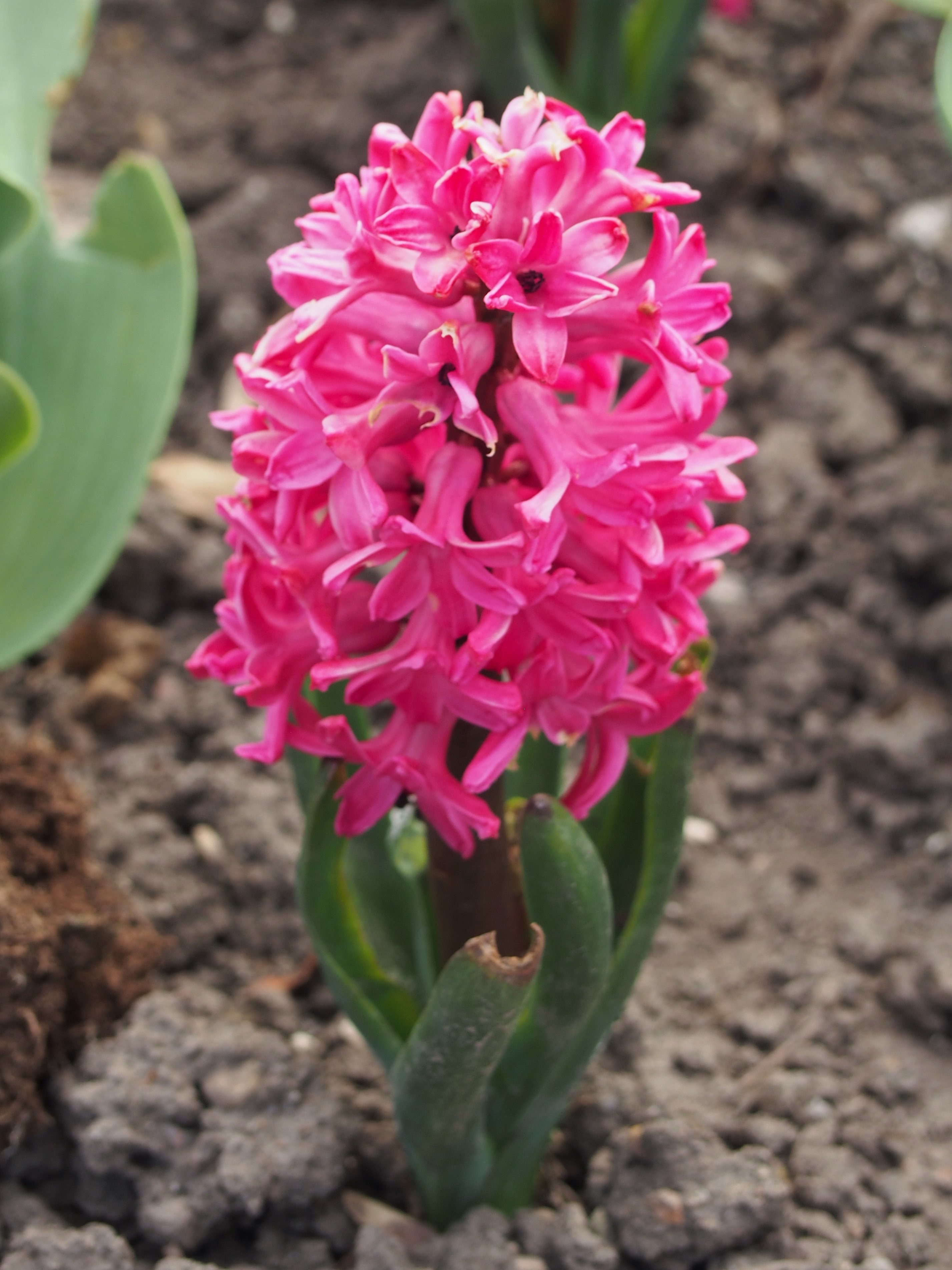
Akcja otrzymała kryptonim „Hiacynt”, ponieważ kwiat ten był symbolem homoerotycznych relacji ze względu na Hiacynta syna Amyklasa, kochanka Apollina.

Akcja „Hiacynt” – masowa akcja Milicji Obywatelskiej, przeprowadzona w PRL w latach 1985–1987, polegająca na zbieraniu materiałów o polskich homoseksualnych mężczyznach i ich środowisku, w wyniku której zarejestrowano ok. 11 000 akt osobowych, tzw. „różowe teczki”.

## Tło
W Polsce karalność aktów homoseksualnych miała miejsce kiedy na ziemiach polskich obowiązywały ustawy karne zaborców. Kontakty homoseksualne zostały pominięte w kodeksie karnym z 1932 roku (Kodeks Makarewicza). W 1948 roku władze Polski Ludowej ustanowiły wiek osób legalnie dopuszczających się kontaktów homo- i heteroseksualnych na 15 lat. Stosunek władz komunistycznych wobec kontaktów homoseksualnych był jednak negatywny, co wiązało się ze stalinowskim podejściem do tego zjawiska, ukształtowanym w latach 30. XX w. PRL-owscy i radzieccy naukowcy – kryminolodzy, psychiatrzy czy prawnicy – w większości uważali homoseksualizm za patologię społeczną, uzasadniając ten pogląd argumentami podobnymi do argumentów odwołujących się do praw naturalnych. Środowiska homoseksualne były pod stałą obserwacją MO i SB co najmniej od połowy lat 60., pierwsze zaś akta osobowe zaczęto zakładać w latach 70. Proceder ten został przerwany przez stan wojenny.

## Przyczyny akcji
Oficjalnie ogłoszonym powodem przeprowadzenia akcji „Hiacynt” było – jak twierdzono – przeciwdziałanie rozwojowi epidemii AIDS na terenie Polski, kontrola „wysoce kryminogennego” środowiska oraz walka z prostytucją wśród bezdomnych oraz ochrona samych homoseksualistów. Po morderstwie homoseksualisty w Gdańsku kilka miesięcy wcześniej, w jego mieszkaniu znaleziono kilkaset listów, które dostał w odpowiedzi na ogłoszenie zamieszczone w „Relaksie”, piśmie które stanowiło wtedy bardzo popularne forum wymiany kontaktów towarzyskich, szczególnie wśród społeczności LGBT. Wszyscy autorzy listów zostali natychmiast wezwani na przesłuchanie: spisano ich dane osobowe, zrobiono zdjęcia i pobrano odciski palców.  
Prawdopodobnym powodem mogła być jednak także chęć zebrania kompromitujących materiałów potrzebnych do szantażu osób, które mogły być później bardziej skłonne do współpracy jako np. tajni współpracownicy SB. Domniemywa się również, że akcja mogła sprzyjać gromadzeniu informacji o opozycji antykomunistycznej, w tym o działaczach „Solidarności”.

## Przebieg akcji i jej wyniki

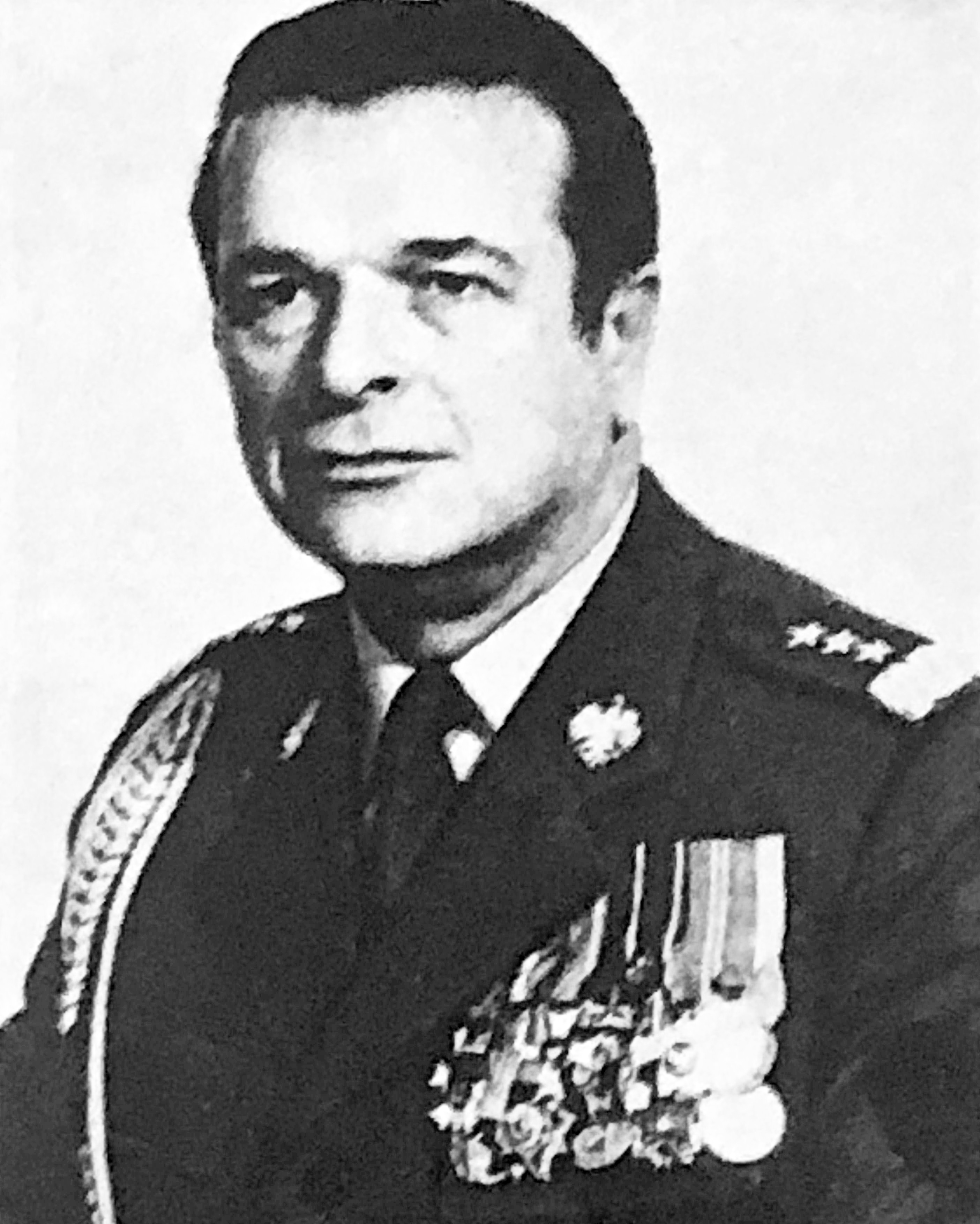
Czesław Kiszczak

Akcja, na rozkaz Ministra Spraw Wewnętrznych gen. Czesława Kiszczaka, rozpoczęła się 15 listopada 1985. Rano w szkołach, uczelniach, zakładach pracy, dworcach na terenie całej Polski pojawili się funkcjonariusze MO i zatrzymywali lub aresztowali osoby podejrzane o homoseksualizm lub kontakty ze środowiskiem osób homoseksualnych. Łapanki urządzano też w miejscach spotkań osób homoseksualnych. Aresztowanym zakładano teczki o nazwie „Karta homoseksualisty”, zdejmowano odciski palców, a niektórych nakłaniano do podpisywania oświadczeń:
Niniejszym oświadczam, że ja [imię i nazwisko] jestem homoseksualistą od urodzenia. Miałem w życiu wielu partnerów, wszystkich pełnoletnich. Nie jestem zainteresowany osobami nieletnimi.
Poza założeniem „Karty homoseksualisty” i zebraniem odcisków palców zatrzymani byli zmuszani szantażem do donosów na innych homoseksualnych mężczyzn, a także do opisu uprawianych technik stosunków seksualnych.
Akcja prowadzona była do 1987, choć kartoteki „Hiacynta” uzupełniano jeszcze co najmniej do 1988; w wyniku akcji zgromadzono ok. 10–12 tysięcy akt osobowych, które dziś tworzą tzw. różowe teczki.

## Reakcje
Akcja „Hiacynt” spowodowała, że homoseksualiści zaczęli w większym stopniu ukrywać swoją orientację seksualną, część z nich wyemigrowała. Wydarzenia spotkały się z reakcją zagranicznych mediów, władza robiła jednak wszystko, by sprawę zataić. Pytany o akcję rzecznik prasowy rządu Jerzy Urban w wywiadzie dla amerykańskiej prasy zaprzeczył, jakoby miała ona miejsce.
8 stycznia 1988 profesor Mikołaj Kozakiewicz przeprowadził rozmowę na temat „Hiacynta” z generałem Czesławem Kiszczakiem. Minister przyznał, że Milicja posiada „różowe teczki” ale zastrzegł, że obejmują one tylko powiązanych ze sprawami kryminalnymi. Kozakiewicz stwierdził później, że istnieją dowody, według których kartoteki dotyczyły także osób, które nigdy nie były w nie zaangażowane. Podczas tego samego spotkania doszło też do rozmowy na temat rejestracji pierwszego stowarzyszenia LGBT w Polsce. Teoretycznie prawo do swobodnego zrzeszania się było gwarantowane przez konstytucję PRL-u, w praktyce nie było ono egzekwowane.

## Wniosek do IPN
We wrześniu 2007 dwóch działaczy na rzecz osób LGBT – Szymon Niemiec i Jacek Adler – złożyło do IPN wniosek o ściganie gen. Czesława Kiszczaka za wydanie rozkazu rozpoczęcia „Akcji Hiacynt”.
15 lutego 2008 IPN wydał oświadczenie, w którym stwierdził, iż Akcja „Hiacynt” przeciw gejom była według nich legalna i nie doszło do naruszenia niczyich praw. Odmówiono wszczęcia postępowania uzasadniając: […] czynności przeprowadzone w ramach tej operacji związane były z ustawowymi zadaniami ówczesnej MO, określonymi w ustawie o powołaniu tej służby, do obowiązków której należała m.in. ochrona porządku i bezpieczeństwa, wykrywanie przestępstw, ściganie sprawców i przeciwdziałanie przestępczości. Jak wynika z ustaleń sprawy operacja „Hiacynt” miała charakter prewencyjny, jej celem było rozpoznanie zagrożeń kryminalnych w hermetycznych środowiskach osób homoseksualnych i w konsekwencji zapobieganie i zwalczanie przestępczości. Z powyższego powodu działaniom przedsięwziętym przez funkcjonariuszy MO nie sposób przypisać cech bezprawności.
Decyzja oraz samo oświadczenie IPN zostały skrytykowane na łamach portali LGBT. Instytutowi zarzucono kierowanie się politycznymi pobudkami i obyczajowymi stereotypami i celowym działaniem mającym na celu wybielenie Milicji Obywatelskiej.

## Akcja Hiacynt w kulturze masowej
- W 2015 roku, w 30. rocznicę wydarzenia ukazały się dwie książki opowiadające o Akcji Hiacynt:
  - „Różowe Kartoteki” Mikołaja Milcke (wyd. Dobra Literatura) – fabularyzowana historia prawicowego polityka, który w młodości został zatrzymany w ramach Akcji Hiacynt.
  - „Kryptonim Hiacynt” Andrzeja Selerowicza (wyd. Queermedia)
- Hiacynt film Piotra Domalewskiego, dostępny na platformie Netflix od 13.10.2021